# Dren (Leposavić)
Pour les articles homonymes, voir Dren.
Dren en serbe latin et Dren en albanais (en serbe cyrillique : Дрен) est une localité du Kosovo située dans la commune/municipalité de Leposavić/Leposaviq, district de Mitrovicë/Kosovska Mitrovica. Selon des estimations de 2009 comptabilisées pour le recensement kosovar de 2011, elle compte 129 habitants, dont une majorité de Serbes.

## Géographie
Dren est situé sur les bords de l'Ibar.

## Histoire
Le village est mentionné pour la première fois en 1315.[réf. nécessaire]

## Démographie

### Évolution historique de la population dans la localité
| 1948 | 1953 | 1961 | 1971 | 1981 | 1991 | 2009 |
| ---- | ---- | ---- | ---- | ---- | ---- | ---- |
| 203  | 230  | 254  | 240  | 224  | 209  | 129  |

|  |